# مدينة الفلاح
الفلاح هي مدينة سكنية إماراتية تقع قرب مطار أبوظبي تعتبر مدينة الفلاح من أكبر المشاريع الإسكانية في أبو ظبي والجزيرة العربية ككل تبلغ مساحة المدينة أكثر من 12.500 كيلومتر مربع وتضم 6.500 فيلا سكنية بنيت على وفق الطراز التراثي والأندلسي و الحديث.

## عن المدينة
تنقسم مدينة الفلاح إلى الفلاح الجديدة و الفلاح القديمة وقد تم تطويرها  من قبل مجلس أبوظبي للتخطيط العمراني ضمن مبادرة مساكن المواطنين وتتفرّع ل  6 أحياء/مناطق وتضم كل منطقة مركز تسوق يمتد على مساحة 65 ألف متر مربع يشتمل على العديد من مرافق الترفيه، ومتنزهات ومساحات خارجية واسعة لإقامة المعارض والأنشطة المتنوعة، ومركز اجتماعي لخدمة المتنزه المركزي، وفندقاً بسعة 200 غرفة، ومستشفى بسعة 110 سرير، و 50 ألف متر مربع من المباني التجارية، ومركزاً للدفاع المدني، ومسجداً، ومحطة مركزية للحافلات والمترو والترام، ومكتب بريد مركزياً، 15 مدرس.
بلغت تكلفة بناء مدينة الفلاح نحو 9 مليارات درهم، تم توزيع البيوت والفلل بالتساوي على مواطني أبوظبي المستحقين مجانا. ويبلغ عدد سكانها حاليا نحو 30 ألف نسمة .
الاحداثيات N 24°26'42.01 E 54°43'30.90